# Johannes Wilhelm Peters
Johannes Wilhelm „Hans“ Peters (* 10. Dezember 1927 in Uedem; † 27. April 1999) war ein deutscher Politiker (SPD).

## Leben
Hans Peters erlernte den Beruf des Schuhmachers. Er nahm am Zweiten Weltkrieg teil und geriet in Gefangenschaft. Von 1951 an arbeitete er als Bergmann, daneben besuchte er von 1955 bis 1956 die Sozialakademie Dortmund. Durch die Tätigkeit im Bergbau trat er in die IG Bergbau und Energie ein, in der er von 1961 bis 1973 als Sekretär in der Hauptverwaltung fungierte. Danach leitete er bis 1979 die Wohnungsverwaltung der Neuen Heimat.

## Politik
1955 trat Peters in die SPD ein, für diese war er von 1969 bis 1979 Mitglied des Dortmunder Stadtrats und danach von 1979 bis 1994 Mitglied des Europäischen Parlaments. Er war dort von 1989 bis 1994 Vizepräsident des Parlaments und des Präsidiums. Ferner war er von 1979 bis 1984 stellvertretender Vorsitzender im Ausschuss für soziale Angelegenheiten und Beschäftigung.
Sein Engagement für Europa ging über die parlamentarische Tätigkeit hinaus, so war er in der Europa-Union Deutschland Vizepräsident und von 1994 bis 1998 Geschäftsführendes Mitglied des Präsidiums. Auch in der Europäischen Bewegung Deutschland hatte er den Posten des Vizepräsidenten inne. Ferner war er Vorsitzender der Europäischen Staatsbürgerakademie.

## Ehrungen
- Ehrenring der Stadt Dortmund
- Ehrenmitglied des Europäischen Parlaments
- Ehrenvorsitzender der Europa Union Nordrhein-Westfalen